# Gomphomastax unicuspidatus
Gomphomastax unicuspidatus är en insektsart som beskrevs av Mahmood, K. och Yousuf 1998. Gomphomastax unicuspidatus ingår i släktet Gomphomastax och familjen Eumastacidae. Inga underarter finns listade i Catalogue of Life.